# Petříkovice (železniční zastávka)
Petříkovice jsou železniční zastávka nacházející se u severovýchodní části vesnice Petříkovice, která je součástí obce Chvaleč v okrese Trutnov. Zastávka leží v km 5,800 neelektrizované jednokolejné trati Trutnov – Teplice nad Metují mezi stanicí Trutnov střed a dopravnou Chvaleč.

## Historie
Zastávka s tehdejším německým názvem Petersdorf byla otevřena 24. září 1908, tedy současně se zprovozněním trati, která zastávkou prochází. V letech 1938 až 1945 se používalo německé pojmenování Petersdorf b/Trautenau, od roku 1945 pak česká obdoba Petříkovice u Trutnova. V roce 1961 se přešlo na označení Petříkovice.

## Popis zastávky

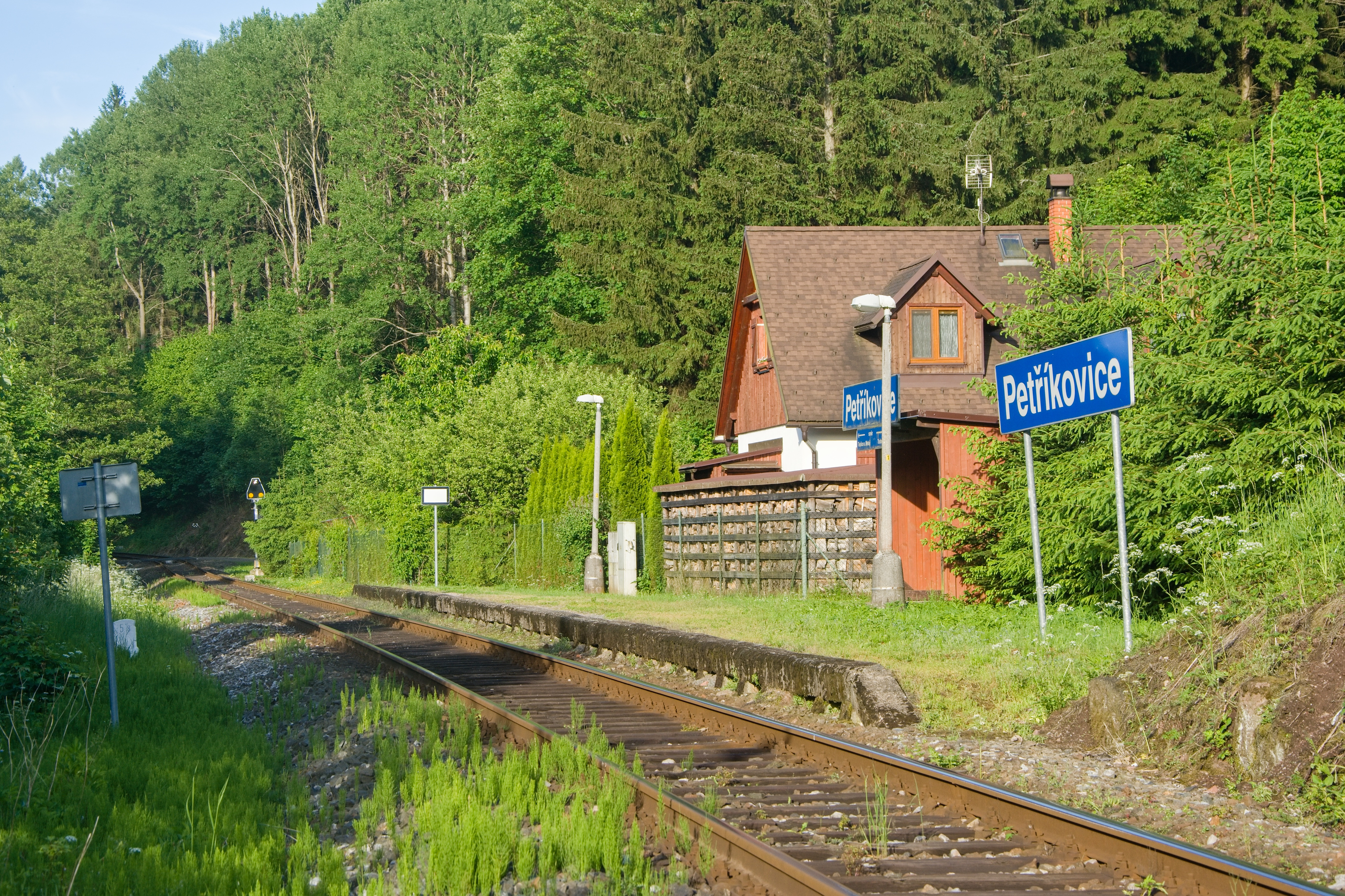
Celkový pohled na zastávku

V zastávce je u traťové koleje zřízeno vnější jednostranné nástupiště o délce 48 m s pevnou nástupní hranou ve výšce 250 mm nad temenem kolejnice. Přístup k zastávce je od příjezdové komunikace. Cestujícím je k dispozici přístřešek.
U zastávky se v km 5,933 nachází přejezd P4810 zabezpečený světelným přejezdovým zabezpečovacím zařízením (PZZ) bez závor, o stavu PZZ jsou strojvedoucí informováni pomocí přejezdníků. Jedná se o křížení traťové koleje s polní cestou.